# Champagne-Mouton
Champagne-Mouton is een gemeente in het Franse departement Charente (regio Nouvelle-Aquitaine). De plaats maakt deel uit van het arrondissement Confolens. Champagne-Mouton telde op 1 januari 2022 877 inwoners.

## Geografie
De oppervlakte van Champagne-Mouton bedroeg op 1 januari 2022 22,59 vierkante kilometer; de bevolkingsdichtheid was toen 38,8 inwoners per km².
De onderstaande kaart toont de ligging van Champagne-Mouton met de belangrijkste infrastructuur en aangrenzende gemeenten.

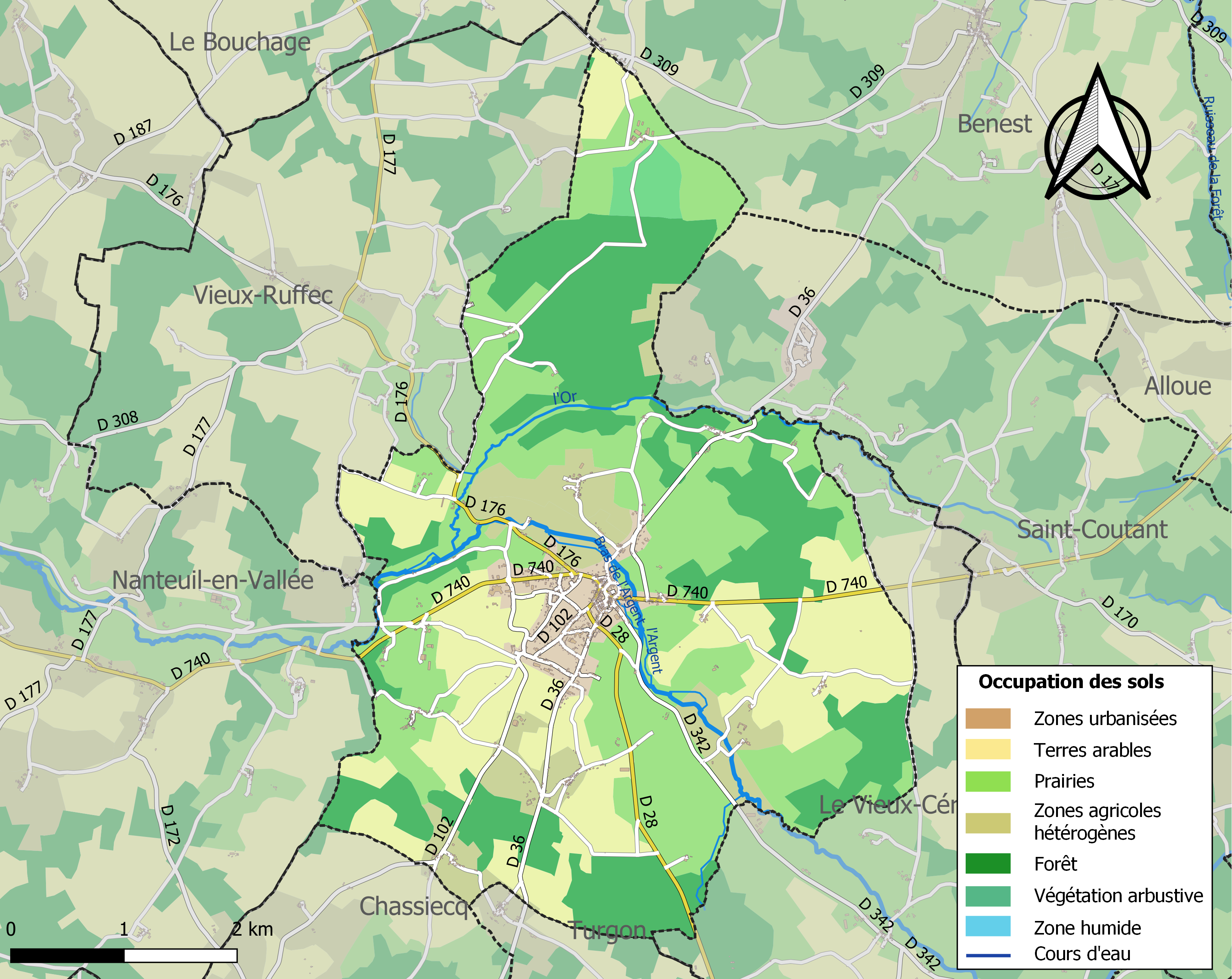

## Demografie
Onderstaande figuur toont het verloop van het inwonertal (bron: INSEE-tellingen).